# 퀴베트우에스트주
퀴베트우에스트주(프랑스어: Cuvette-Ouest)는 콩고 공화국 서부에 위치한 주로, 주도는 에워이며 면적은 27,200km2, 인구는 50,392명(2005년 기준)이다. 북동쪽으로는 상가 주, 남동쪽으로는 퀴베트 주와 인접해 있고 서쪽으로는 가봉과 국경을 맞대고 있으며 6개 구(에툼비 구, 에워 구, 켈레 구, 음바마 구, 음보모 구, 오코요 구)를 관할한다. 이 지역은 과거 에볼라 바이러스가 여러 차례 확산된 적이 있었다.